# مجموعه قزاقخانه
مجموعه قزاقخانه مربوط به دوره قاجار و دوره پهلوی است و در تهران، شمال میدان مشق سابق (باغ ملی) جای گرفته است. این اثر در تاریخ ۲۸ اسفند ۱۳۸۵ با شمارهٔ ثبت ۱۸۶۷۴ به‌عنوان یکی از آثار ملی ایران به ثبت رسیده است.

## پیشینه
میدان مشق در تهران در دورهٔ فتحعلی‌شاه قاجار بنا نهاده شد و مساحت آن بیش از ۱۶۰ هزار مترمربع بود. این میدان یکی از نخستین و بزرگ‌ترین میدان‌های نظامی تهران بود. پادگان نظامی دودمان قاجار در این میدان پا گرفت و نیروهای نظامی در آن تمرین رژه و مشق نظام می‌کردند. ناصرالدین‌شاه قاجار که در سفر دوم خود به اروپا ترتیبات و انضباط و قابلیت‌های واحدهای کازاک روس  را پسندیده بود در بازگشت تصمیم به ایجاد واحدهایی مشابه در ایران گرفت. به درخواست او گروهی از افسران قزاق به ریاست سرهنگ دومونتویچ به ایران آمدند و دولت ایران عده‌ای از سواران قفقازی‌تبار مهاجر را برای آموزش به آنان سپرد و بدین ترتیب نخستین شالوده تشکیل قوای قزاق پایه ریزی شد. در زمان مظفرالدین‌شاه بود که ساختمان جدید ساخته شد که آن را عمارت «قزاقخانه» نامیدند. در زمان رضاشاه پهلوی دگرگونی‌های دیگری در ساختمان پدید آمد.
ساختمان قزاقخانه، نخستین ساختمان در مجموعه میدان مشق است که در همان دوران فتحعلی‌شاه قاجار بنیادگذاری شد. پس از آن رفته رفته در زمین روبروی این ساختمان ساختمان‌های دولتی دیگری چون کاخ شهربانی، وزارت خارجه، موزه ایران باستان و چند بنای دیگر ساخته شد.
قزاقخانه تا دهه گذشته از املاک ارتش به شمار می‌رفت و در این مدت دگرگونی‌های بسیاری در بنا و نمای درونی و برونی آن پدیدار شد. برای نمونه بر روی دیوار بیرونی این عمارت کاشی‌ها و آجرهای عصر قاجار از بین رفته و با گچ سفید پوشانده شده است.
در سالهای نخستین دهه هشتاد خورشیدی دانشگاه هنر تهران مجموعه قزاقخانه را از ارتش خریداری کرد و برنامه داشت تا پس از بازسازی و بهسازی آن، کاربری آن را به دانشگاه تغییر دهد. اما از آن زمان تا کنون تنها یکی از ساختمان‌های این مجموعه (بخش باختری) را با موفقیت بازسازی کرده است.

## معماری
این عمارت ساختمانی نئو کلاسیک و تجدد گرا و تلفیقی از شیوه معماری ایرانی و اروپایی است. ساختمان از دو سمت شمال و جنوب رو به میدانی وسیع دارد که در آن مراسم نظامی برگزار می شد. بنابراین معماری ساختمان برونگراست و امکان دید وسیعی از محوطه پیرامون را برای ساکنینش فراهم میکند. ایوانهای مختلف در نمای رو و پشت یک ساختمان اداره به همین دلیل شکل گرفته اند. عمارت قاجاری از سه طبقه شکل گرفته است که شامل بخش میانی و دو بال شرقی و غربی آن است. بخش میانی سه اشکوبه است و راه پله عریض و باشکوهی دارد که امکان دسترسی آسان به طبقات را فراهم میکند.
رئیس شورای اسلامی شهر تهران، پس از مشاهده عمارت قزاقخانه در مجموعه باغ ملی گفت:ساختمان قزاقخانه بخشی از شناسنامه هنر معماری ایرانی است.

## بازسازی
در دیدار رئیس شورای شهر تهران قرار شد با یاری نهادهای چون شهرداری تهران، شورای شهر تهران، وزارت علوم و سازمان میراث فرهنگی این ساختمان بازسازی شود و دانشگاه هنر مدیریت مرمت و بازسازی آن را انجام دهد. همچنین قرار است تفاهم‌نامه‌ای برای انتقال کتابخانه تخصصی موزه ایران باستان به زیرزمین بخشی از این ساختمان امضا شود. هزینه بازسازی و مرمت این ساختمان ۲۰ تا ۳۰ میلیارد تومان برآورده شده است.

## نگارخانه

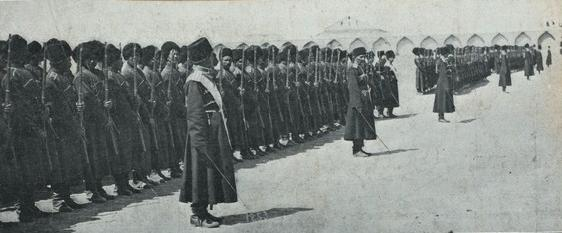
بریگاد قزاق در میدان مشق
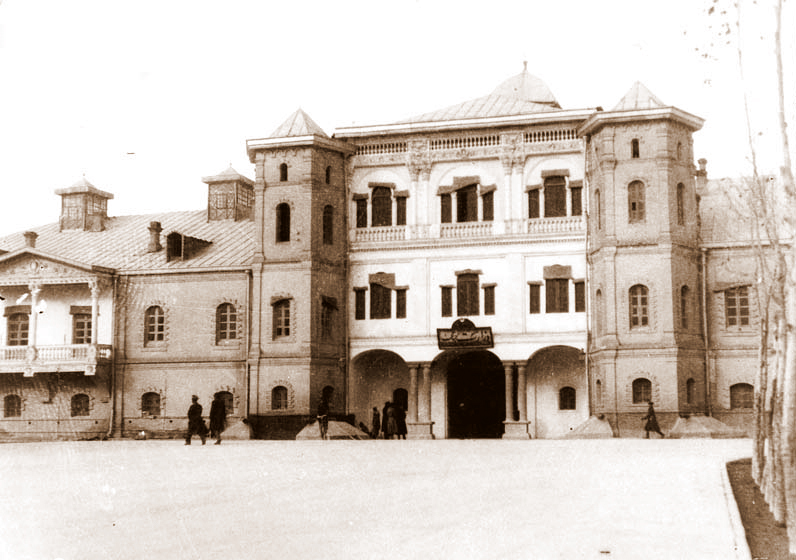
ساختمان قزاق‌خانه (وزارت جنگ)
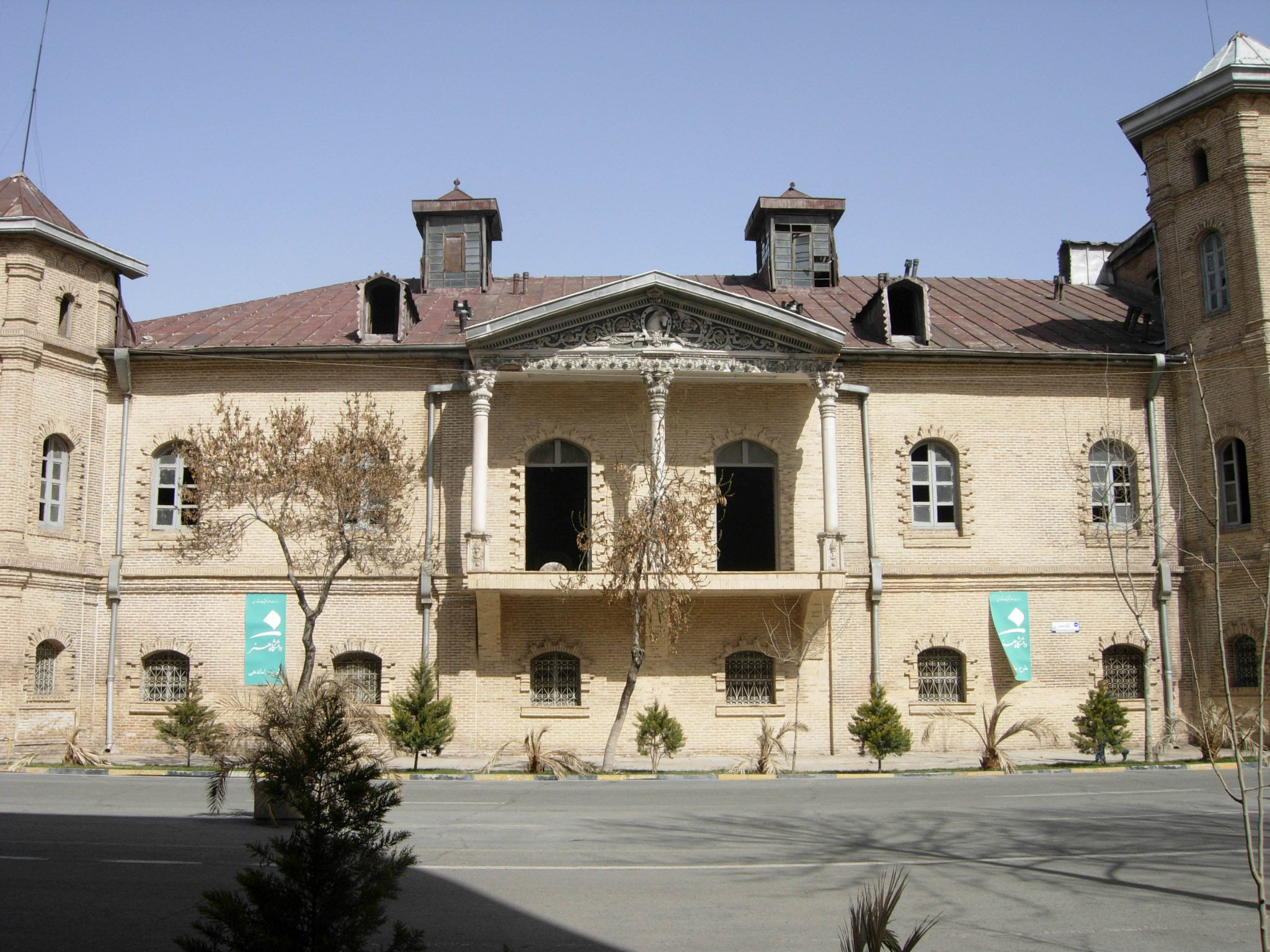
ساختمان کناری قزاقخانه
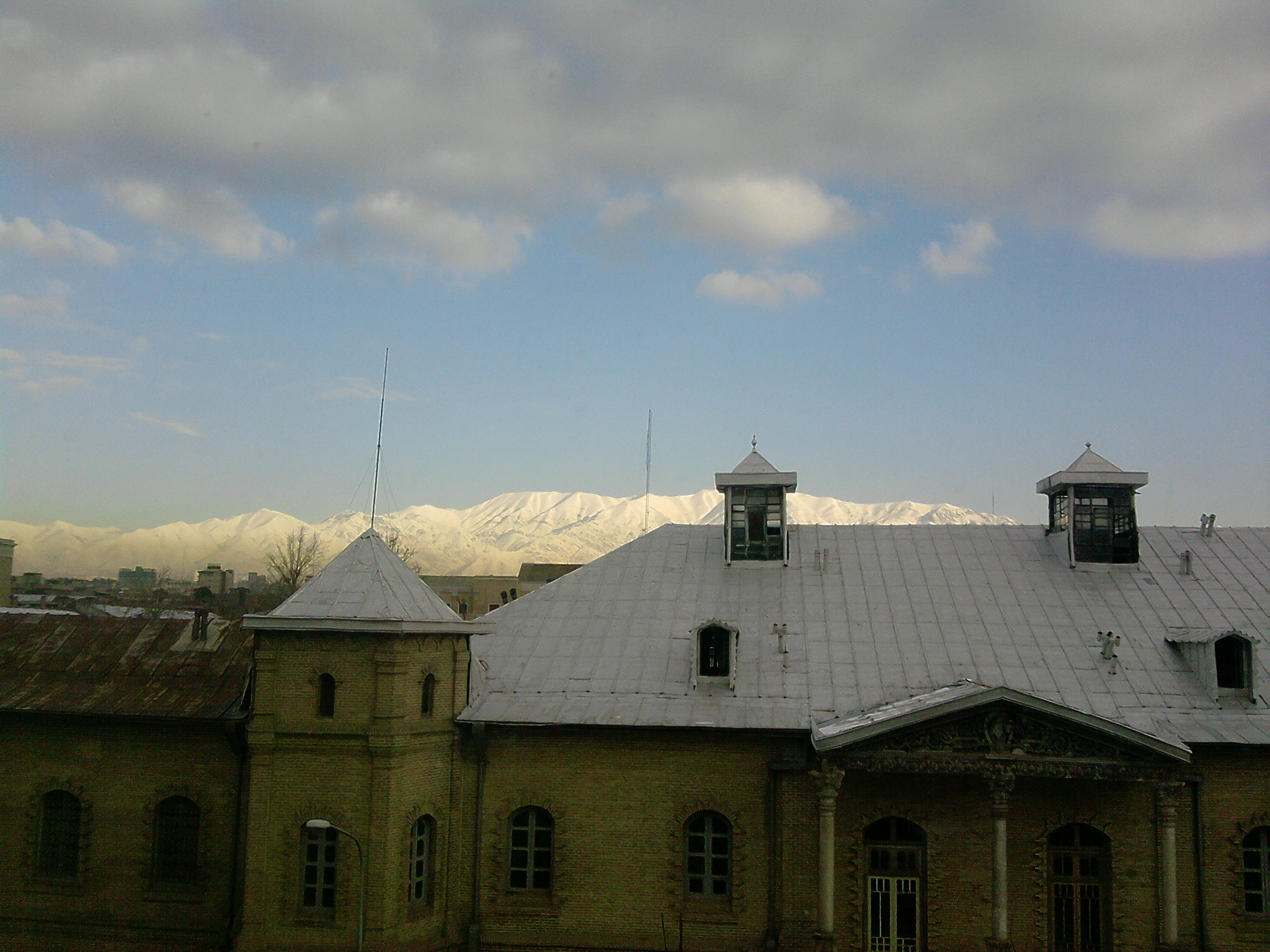
ساختمان قدیمی قزاقخانه
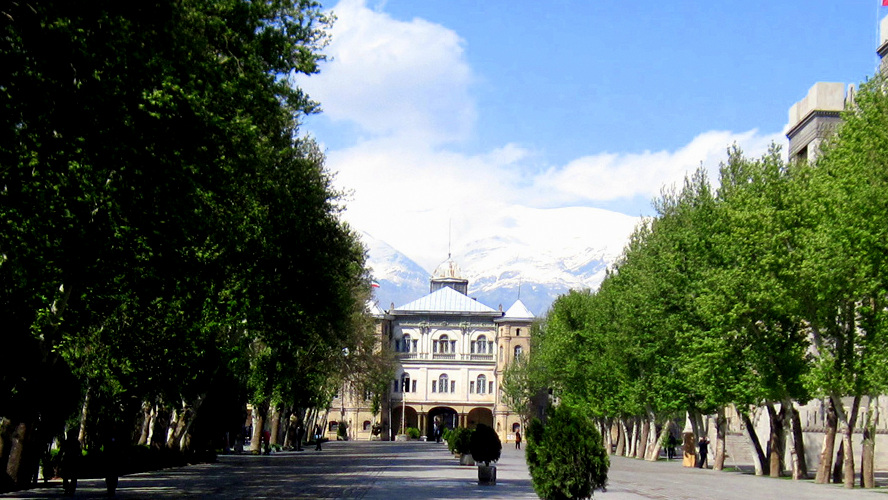
نمای ساختمان قزاقخانه از میدان مشق
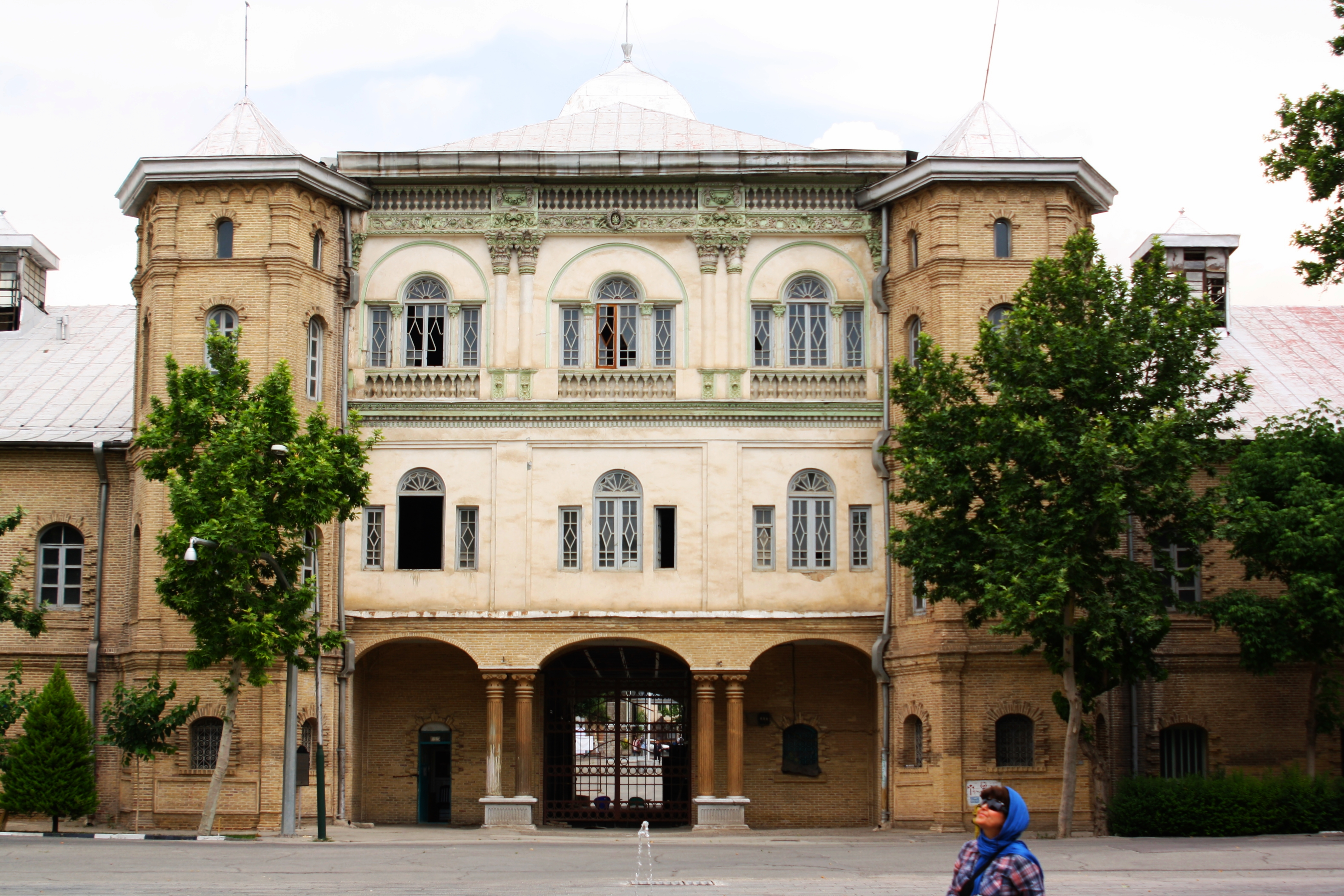
ساختمان قزاق‌خانه پیشین (دانشگاه هنر کنونی)
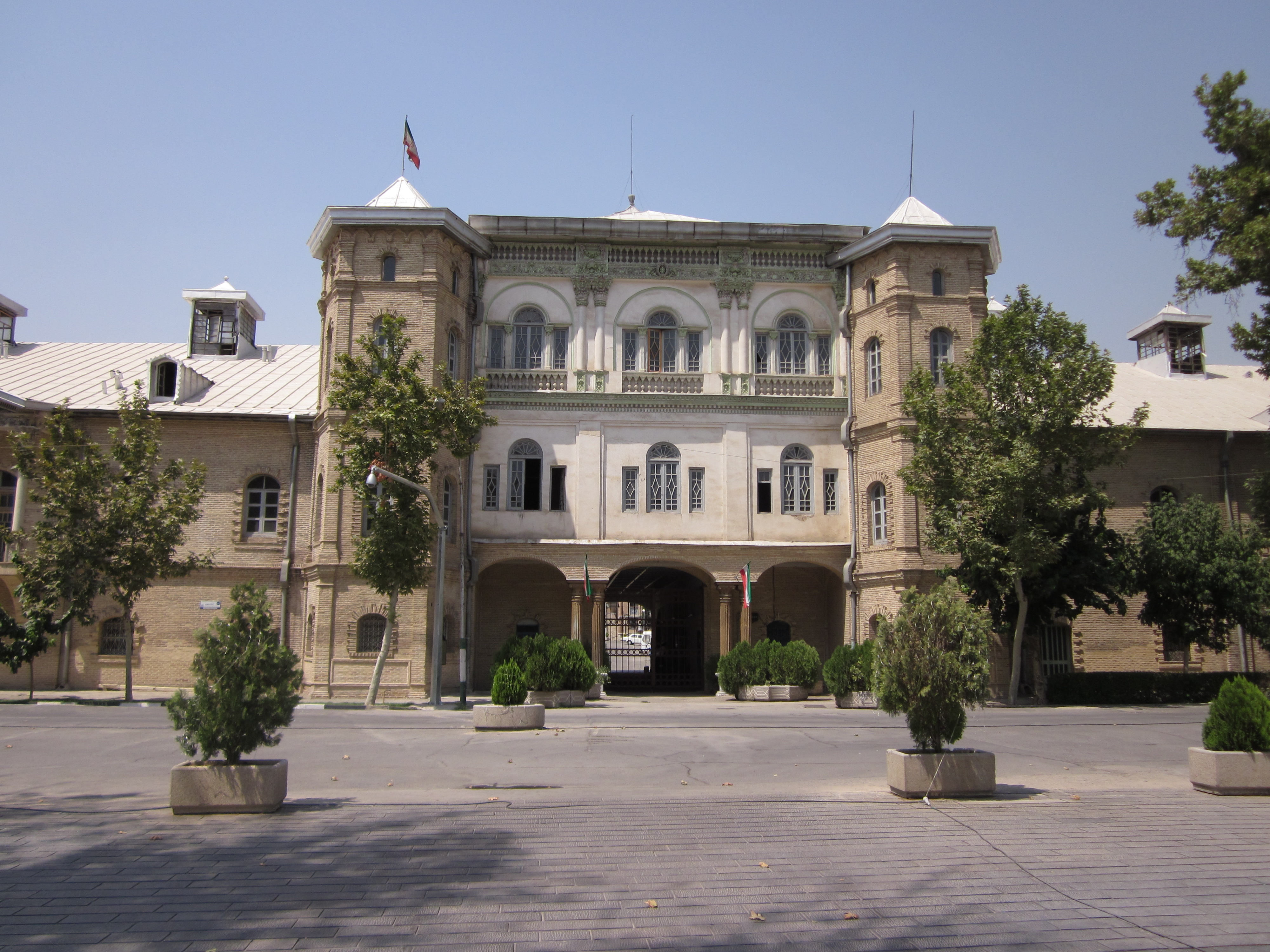
ساختمان قزاق‌خانه
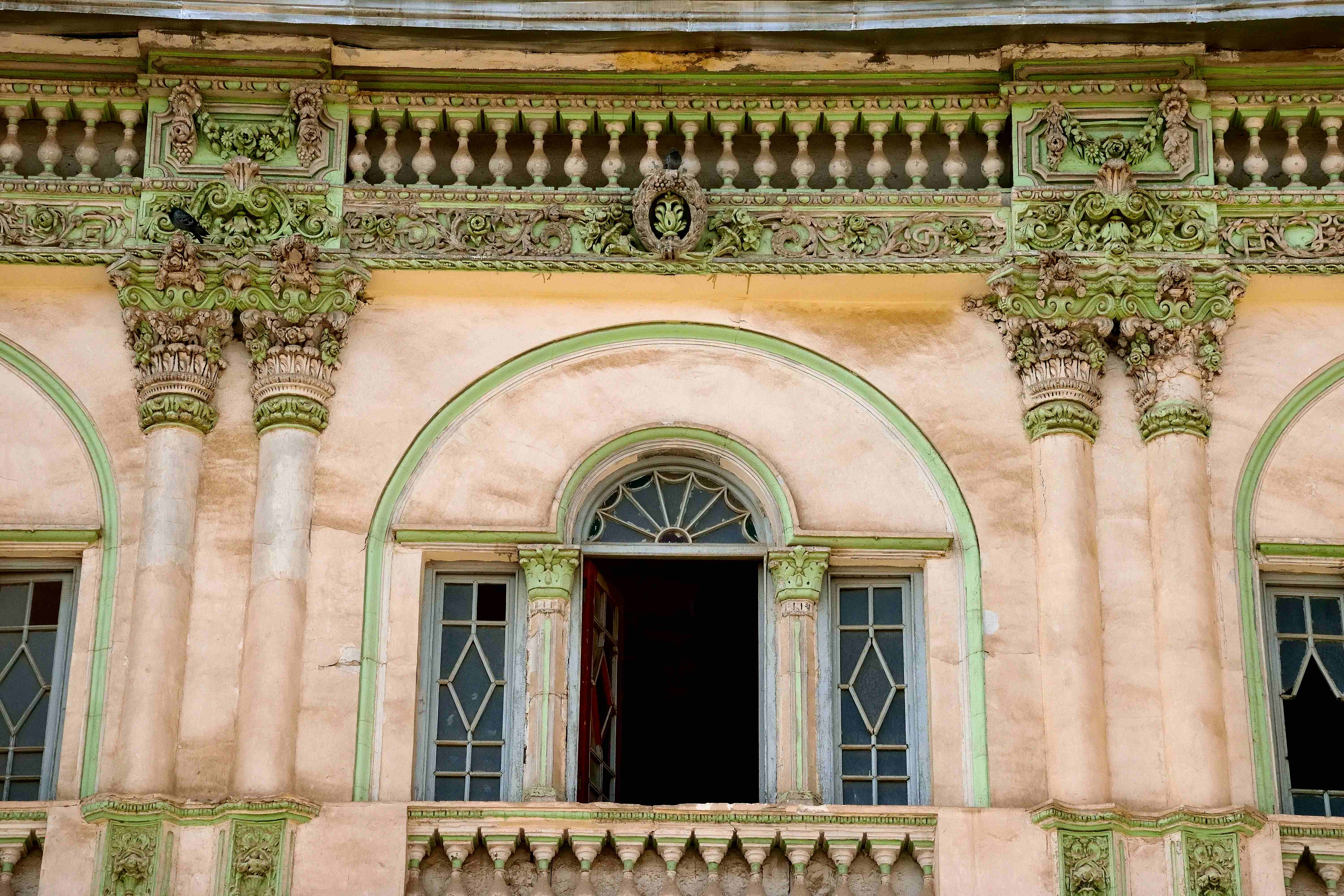
جزئیات نمای ساختمان قزاق‌خانه
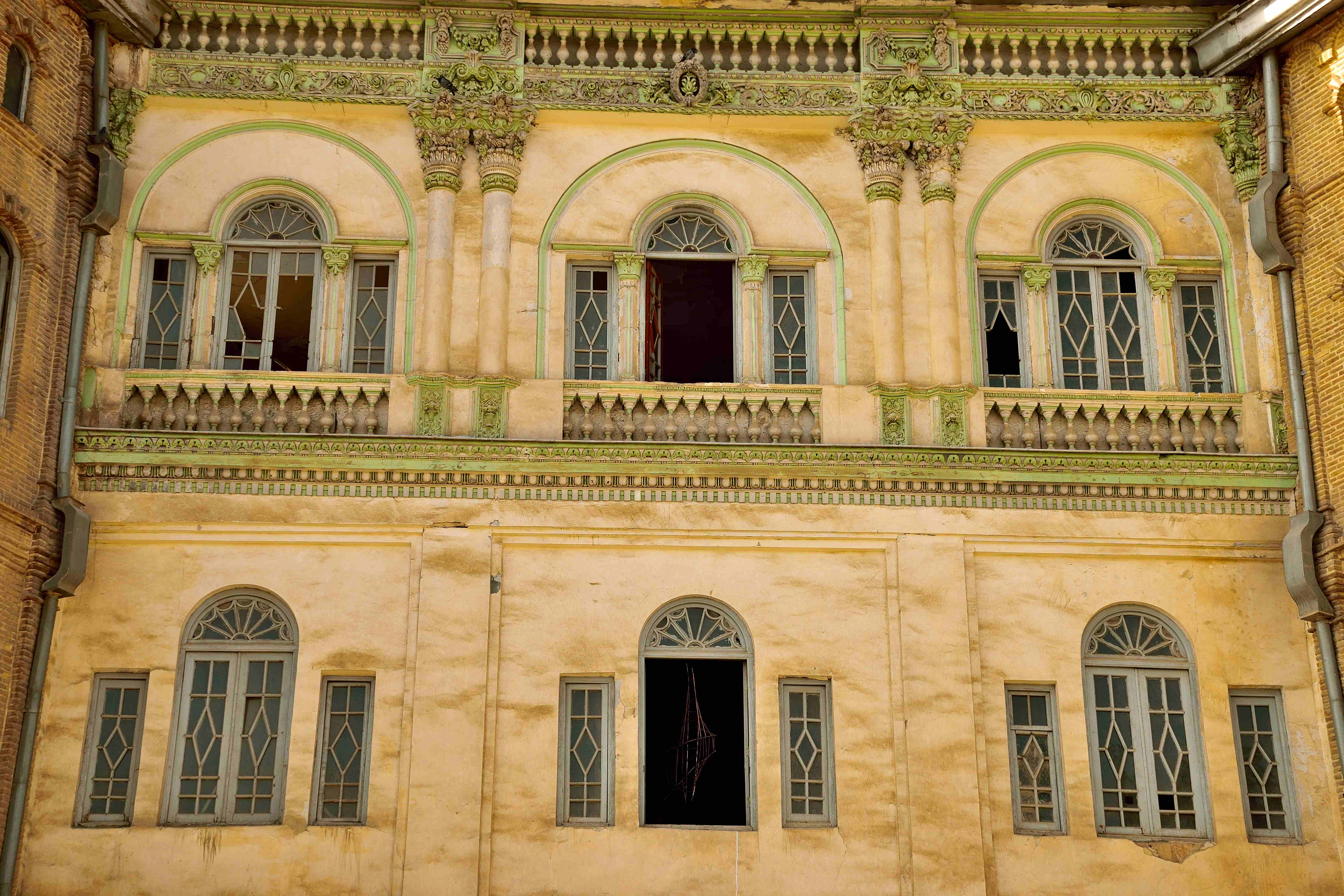
جزئیات نمای ساختمان قزاق‌خانه
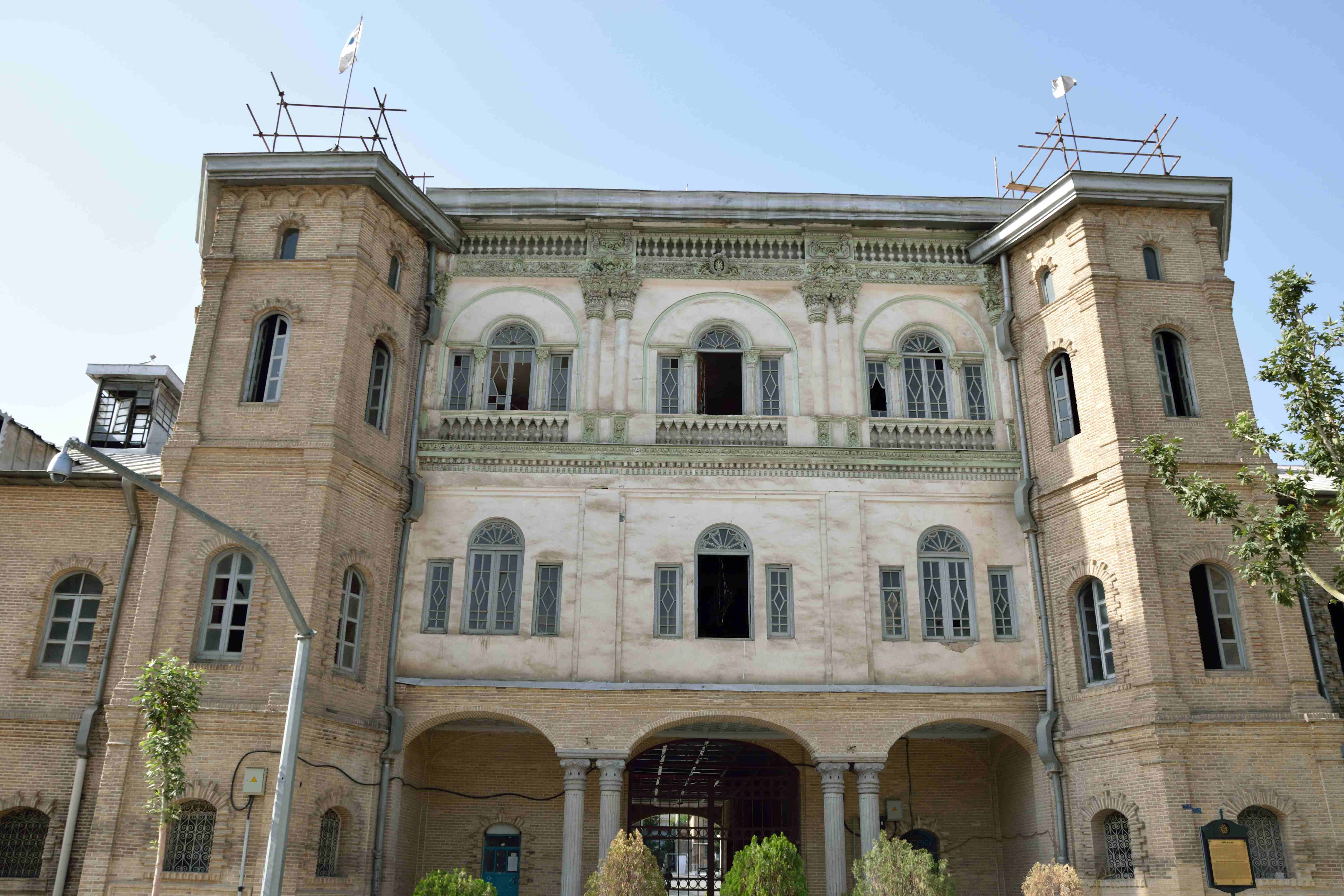
ساختمان قزاقخانه
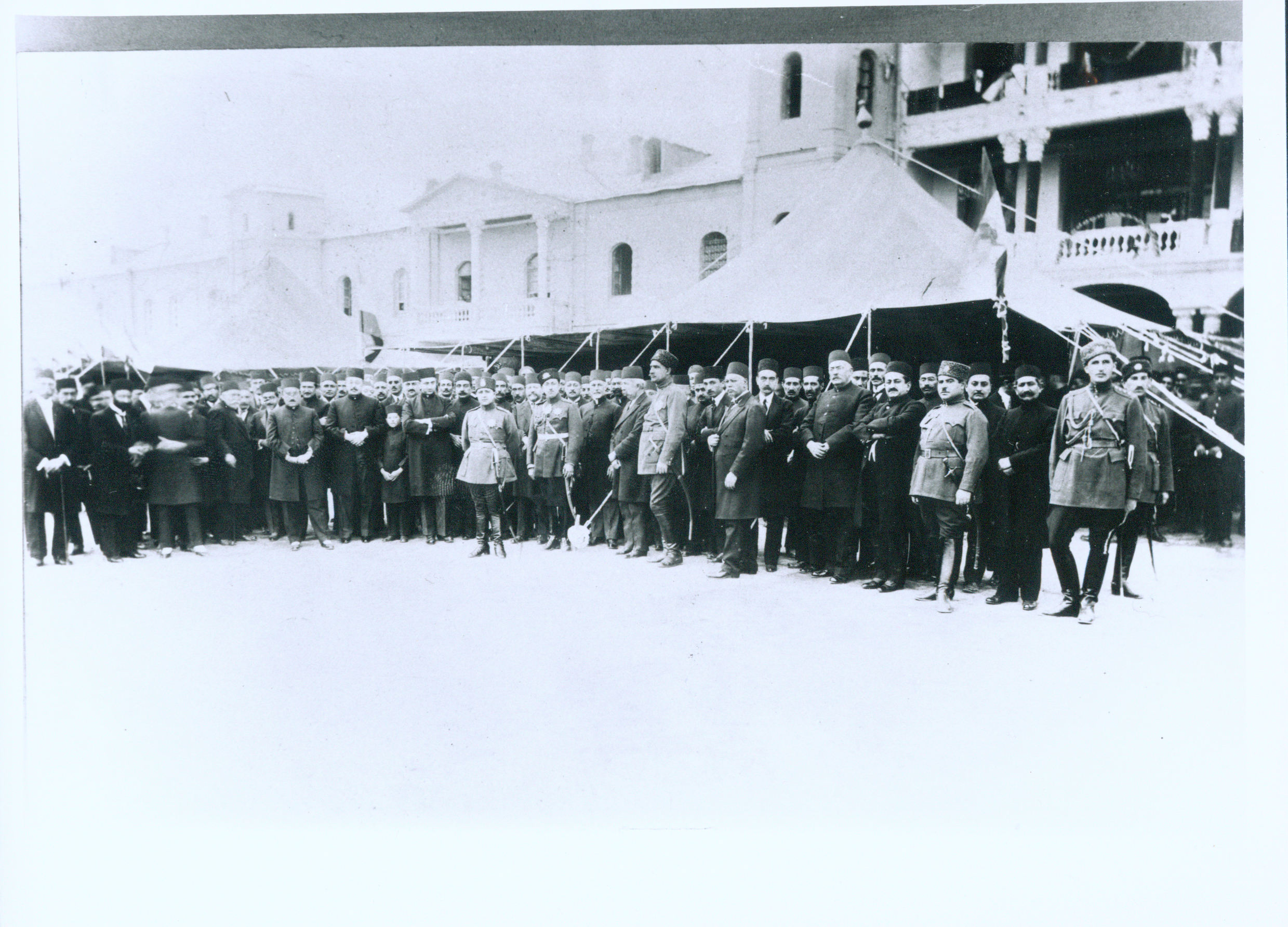